# 佩林格阿图尔
佩林格阿图尔（Peringathur），是印度喀拉拉邦Kannur县的一个城镇。总人口42079（2001年）。

## 人口
该地2001年总人口42079人，其中男性19119人，女性22960人；0—6岁人口5143人，其中男2739人，女2404人；识字率80.20%，其中男性为81.54%，女性为79.09%。